# Osman Hussein
Osman Hussein (Jubayt, 1951) è un politico sudanese, primo ministro ad interim del Sudan dal 19 gennaio 2022 (a seguito delle dimissioni rassegnate da Abdalla Hamdok il 2 gennaio dello stesso anno per non essere riuscito a fermare la violenta repressione delle proteste contro i militari) al 30 aprile 2025.
Precedentemente aveva ricoperto la carica di segretario generale dell'ufficio del Consiglio dei Ministri.